# Gefecht am Bear River
Das Gefecht am Bear River, auch als Massaker am Boa Ogoi bekannt, fand am 29. Januar 1863 etwa 5 km nördlich der heutigen Stadt Preston im Franklin County, Idaho statt.
Durch mehrere Überfälle der Schoschonen unter ihrem Häuptling Bear Hunter sah sich das Unionsheer zu einem Gegenschlag veranlasst. Im Januar 1863 rückten mehrere Kompanien Kavallerie und Infanterie verstärkt durch zwei Haubitzen unter Oberst Patrick Edward Connor von Fort Douglas in Utah aus, um die Shoshone zu stellen.
Die Streitmacht der Shoshone bestand aus ungefähr 300 Kriegern, die sich in einer Schlucht hinter dem Bear River verschanzt hatten. 
Die Unionstruppen trafen kurz nach Sonnenaufgang am 29. Januar dort ein und begannen sofort den Fluss zu überqueren. Dieser frontale Angriff konnte von den Shoshone noch abgewehrt werden und kostete einige Soldaten das Leben.
Als kurz darauf Oberst Connor eintraf, entschloss sich dieser, die Indianer stattdessen zu umzingeln und beide Seiten der Schlucht, in der sich die Schoschonen befanden, abzuriegeln, damit keiner entkommen konnte. Anschließend wurden die Indianer von oben von den Schluchtwänden beschossen und der Großteil getötet. Einige Krieger versuchten sich zu retten, indem sie den eisigen Bear River durchschwammen, wurden aber am gegenüberliegenden Ufer ebenfalls von Soldaten gestellt und getötet.
Die Unionstruppen erschossen nicht nur fast alle Krieger, sondern töteten zusätzlich auch noch mehrere Frauen, Kinder und alte Männer. Der verbliebene Rest der Shoshone wurde gefangen genommen.
Geschätzte Verluste: 411 Tote (US: 27, Shoshone: 384)